# Terminal de Integração André Maggi
O Terminal de Integração André Maggi  é o principal terminal de transporte terrestre intermunicipal da cidade de Várzea Grande, na Região Metropolitana de Cuiabá, Brasil. Situado nas proximidades do Ginásio Fiotão, possui acesso a Avenida Filinto Müller.
Com orçamento de R$ 1,400 milhões, o terminal foi inaugurado em 15 de maio de 2004, suprindo uma necessidade antiga do município em ter seu próprio terminal intermunicipal.
Em 29 de novembro de 2013 uma manifestação com vandalismo causou destruição no terminal, aproximadamente 24 pessoas foram presas delas 12 menores de idades chamados de black bloc, no dia foram contabilizados prejuízos de R$ 500 mil reais.

## Administração
A administração do terminal é de responsabilidade da Associação Mato-grossense dos transportadores urbanos.